# 塔雷克·阿濟茲·班奈薩
塔雷克·阿濟茲·班奈薩（1991年4月7日—）是一名阿爾及利亞摔跤運動員，曾代表國家參加2012年倫敦奧運的男子古典式摔跤60公斤級比賽，並未獲得獎牌。